# Luteoviridae
A Luteoviridae a vírusok egyik családja. A család három nemébe 33 ismert faj tartozik. Növényeket, köztük fontos haszonnövényeket (árpa, cukorrépa, dohány, burgonya stb.) fertőznek meg.

## Jellemzése

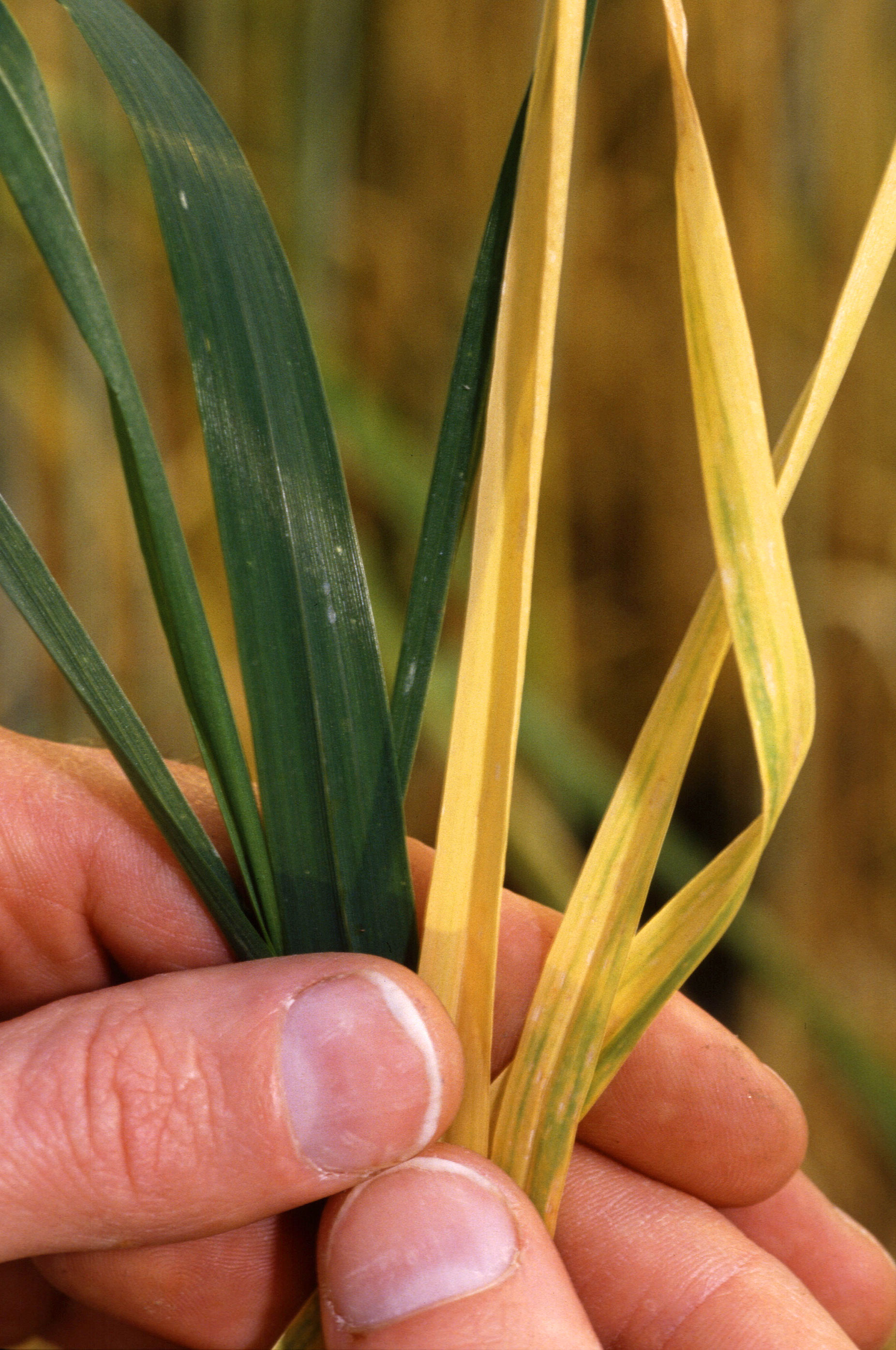
Búza luteovírus okozta sárgulása

A luteovírusok és rokonaik által okozott növénybetegségek már évtizedek, sőt évszázadok óta ismertek voltak, még mielőtt felismerték volna vírusos természetüket; például a burgonya levélsodródását már 1760-ban leírták. A fertőzések következményei többnyire törpenövés, levélsodródás és sárgulás vagy elszíneződés, a terméscsökkenés akár 30-90%-os is lehet. A család a nevét a latin luteus, sárgás szóból kapta.
A családba három nem tartozik:
- Polerovirus (gazdanövény: cukorrépa, gabona, uborka, burgonya, retek, cukornád)
- Luteovirus (árpa, szója)
- Enamovirus (borsó)

11 faj nem sorolható be egyik nembe sem, ezek árpát, sárgarépát, csicseriborsót, szóját, édesburgonyát, dohányt betegítenek meg.
Fontosabb fajok: burgonya levélsodródás-vírus, árpa sárga törpenövés-vírus.

## Biológiája
A Luteoviridae család tagjai kis vírusok, a virion átmérője kb. 25-28 nm, ikozaéder formájú, külső lipidburka nincs. Viszonylag ellenálló a kloroformmal és nemionos detergensekkel szemben. A kapszid 180 alegységből tevődik össze, amelyek kétféle proteinből állnak. Genomja egyszálú, lineáris, pozitív-szenz RNS, hossza kb. 5300-5900 bázis. Az egyes fajoknak 5-8, egymást átfedő génje (ORF-je) van, amelyekből az 1,2,3 és 5 a család valamennyi tagjánál megtalálható. Az ORF-2 a szaporodáshoz szükséges RNS-polimerázt, az ORF-3 a fő kapszidproteint kódolja.
A vírusokat legalább 25 különböző fajhoz tartozó levéltetvek képesek átvinni egyik növényről a másikra. A növényi nedvekkel felszívott vírusok képesek áthatolni a bélfalon, ahol bekerülnek a hemolimfába, onnan pedig a nyálmirigyekbe. A vírusok a háncsszövet sejtjeiben szaporodnak, feltehetően a citoplazmában, de egyes fajoknál megfigyelték hogy az életciklus korai szakaszában a sejtmagban tartózkodnak. 